# إجابات حول الكائنات المعدلة وراثيا
إجابات حول الكائنات المعدلة وراثيا هي منظمة واجهة في الولايات المتحدة الأمريكية أطلقها رواد صناعة التقنيات الحيوية الزراعية في يوليو 2013 للمشاركة في النقاش العام حول الكائنات المعدلة وراثيًا في المحاصيل في إمدادات الغذاء الأمريكية.
ذكرت كاثلين إنرايت المديرة التنفيذية لمجلس معلومات التقنيات الحيوية آنذاك أن منظمة إجابات حول الكائنات المعدلة وراثيا ليس الهدف من إنشائها هو الدعوة لمناهضة تصنيف الأغذية المعدلة وراثيًا، وإنما لتوفير معلومات دقيقة حول الأغذية المعدلة وراثيًا للمستهلكين بعد اتهام مؤيدي التصنيف ووضع الملصقات على الكائنات المعدلة وراثيا للشركات والمؤسسات المصنعة لتلك المواد بتعمد إخفاء المعلومات التي تخص منتجاتهم وكائناتهم المعدلة وراثيا.
وصف نشطاء مكافحة الأغذية المعدلة وراثيًا منظمة إجابات حول الكائنات المعدلة وراثيا بأنها لعبة علاقات عامة يتحايل بها صناع التقنيات الحيوية للبذور للتأثير على الجدل المكثف بشأن سلامة الأغذية المعدلة وراثيًا وضع الملصقات التوضيحية على الأغذية المعدلة وراثيًا. وأفاد موقع هافينغتون بوست الإخباري في 130 صفحة من وثائق كيتشوم للعلاقات العامة الداخلية التي تناقش إطلاق منظمة إجابات حول الكائنات المعدلة وراثيًا أنه يميل إلى إستراتيجية تبني الشكوك.

## الخلفية التاريخية
وُصفت مسألة سلامة الأغذية المعدلة وراثيًا باعتبارها أكثر المناقشات العامة وضوحا وإثارة للجدل في الولايات المتحدة الأمريكية فيما يتعلق بتقنيات إنتاج الغذاء المستخدمة في سلسلة التوريدات الغذائية في السوق الأمريكية. ففي استطلاع أجرته صحيفة نيويورك تايمز في يناير 2013 رأى 93 بالمائة من المستهلكين الذين شاركوا في استطلاع الرأي أنه يجب تحديد الأطعمة التي تحتوي على كائنات معدلة وراثيًا أو مكونات معدلة وراثيًا. كما أجرى مركز بيو للأبحاث مسحًا شمل 1480 أمريكيًا وأظهرت نتائج المسح أن أكثر من ثلث الأمريكيين يعتقدون أن الغذاء المعدل وراثيًا يشكّل مخاطر صحية. طلب المركز خلال هذا الاستطلاع من 1480 مواطنا أمريكيا إكمال عبارة تقول «أن الأغذية المعدلة وراثيًا ___ للصحة أكثر من الأغذية غير المعدلة وراثيًا.» وجاءت نتائج الاستطلاع أن 39٪ من الأمريكيين الذين شاركوا في الاستطلاع أكملوا العبارة بإضافة كلمة «أسوأ»، و48٪ أكملوا العبارة بـ«لا أفضل ولا أسوأ»، بينما أكمل 10٪ منهم العبارة بإضافة كلمة «أفضل»، وترك 3٪ من المشاركين العبارة كما هي دون الإجابة على السؤال. تظهر البيانات أنه لا يزال هناك نزعة لدى الأمريكيين العاديين للاعتقاد بأن الأغذية المعدلة وراثيًا تؤثر بشكل أسوأ على الصحة. أظهرت استطلاعات الرأي التي أجراها قسم الاقتصاد الزراعي بجامعة ولاية أوكلاهوما كذلك أن أكثر من 80 في المائة من المستهلكين الأمريكيين المشاركين في الاستطلاعات يؤيدون الملصقات الإلزامية التي تصف الأغذية المعدلة وراثيًا، إلا أن نفس العدد يدعم أيضاً وجود ملصقات على الأغذية التي تحتوي على الحمض النووي.
يجمع المجتمع العلمي حاليا على أن الغذاء المتاح حاليًا، والمشتق من المحاصيل المعدلة وراثيًا لا يشكل خطرًا على صحة الإنسان أكبر من الأغذية التقليدية، ولكن يجب اختبار كل غذاء معدّل وراثيًا على أساس كل حالة على حدة قبل إدخاله إلى الأسواق. إلا إن احتمال إدراك الأفراد من جمهور المستهلكين لحقيقة أن الأغذية المعدلة وراثيًا آمنة يعتبر أقل بكثير منه لدى العلماء. يختلف الوضع القانوني والتنظيمي للأغذية المعدلة وراثيًا حسب كل دولة، حيث تحظرها بعض الدول أو تقيدها، بينما تسمح دول أخرى بها بدرجات متفاوتة على نطاق واسع من التنظيم.

### تشريع وضع الملصقات على الكائنات المعدلة وراثيا
أدى تزايد اهتمام المستهلكين بالشفافية فيما يتعلق بإنتاج الغذاء إلى ظهور مبادرات بوضع ملصقات توضيحية على المواد والأغذية المعدلة وراثيًا في العديد من الولايات في جميع أنحاء الولايات المتحدة الأمريكية. إلا أن بعض الولايات بدأت في التراجع عن تلك المبادرات مثل ولايتي كاليفورنيا وواشنطن حيث ألغي فيها وضع الملصقات على الأغذية المعدلة وراثيا في في عامي 2012 و2013 على التوالي. كانت ولاية كونيتيكت هي أول ولاية في الولايات المتحدة الأمريكية تسن تشريعات ملزمة بوضع الملصقات الأغذية المعدلة وراثيًا في ديسمبر 2013، وتبعتها ولاية مين بعد شهر واحد. تمثلت متطلبات مشاريع قوانين ولايتي كونيتيكت ومين في أن أي مجموعة من الولايات الشمالية الشرقية المتجاورة التي يبلغ مجموع سكانها 20 مليون نسمة على الأقل يجب أن تتبنى قوانين مماثلة حتى تصبح اللوائح سارية المفعول. وصفت افتتاحية مجلة ساينتفك أميريكان في أغسطس 2013 التشريعات التي تلزم بوضع ملصقات توضيحية على الأغذية المعدلة وراثيًا بأنها فكرة سيئة، وجاء في نص الافتتاحية:
تتفق الجمعية الأمريكية لتقدم العلوم ومنظمة الصحة العالمية والاتحاد الأوروبي اليقظ بشكل استثنائي على أن الأغذية المعدلة وراثيًا آمنة تمامًا مثل الأغذية الأخرى... لقد اختبرت إدارة الغذاء والدواء الأمريكية جميع الكائنات المعدلة وراثيًا في السوق لتحديد ما إذا كانت سامة أو مسببة للحساسية أم لا.

#### مبادرات وضع العلامات على الكائنات المعدلة وراثيًا من قبل منتجي الأغذية في الولايات المتحدة
أعلن العديد من منتجي وبائعي المواد الغذائية في الولايات المتحدة الأمريكية في عام 2013 عن خططهم للتصنيف أو الكشف عن وجود أية كائنات معدلة وراثيًا في منتجاتهم. كان من بين منتجي وبائعي المواد الغذائية الذين انضموا للمبادرة متجر البقالة هول فودز ماركت، وسلسلة مطاعم شيبوتلي مكسيكان غريل، وشركة بن آند جيري لصناعة المثلجات. كما أعلنت شركة جنرال ميلز للصناعات الغذائية في يناير 2014 أنها بدأت في تصنيع منتج شيريوز الأصلي الخالي من الكائنات المعدلة وراثيًا في أواخر عام 2013.

## الموقع الإلكتروني الرسمي
أطلقت منظمة إجابات حول الكائنات المعدلة وراثيا موقعها الرسمي على الشبكة العنكبوتية في يوليو 2013 بهدف محاربة المعارضة المتزايدة للأغذية المعدلة وراثيًا بين مجموعات المستهلكين والنشطاء.
وذكر بول شيكلر رئيس شركة دو بونت للمنتجات والكيماويات الزراعية في في يوليو 2013 أن النشطاء والكيانات المناهضة للكائنات المعدلة وراثيًا قد استخدمت الشبكة العنكبوتية بشكل فعال لنشر رسالتهم، وأن صناعة التقنيات الحيوية للبذور سعت إلى توظيف الإنترنت وقنوات التواصل الاجتماعي للتأثير بشكل مماثل.

## روابط خارجية
- الموقع الرسمي مة إجابات حول الكائنات المعدلة وراثيا